# Avoine OCC
El Avoine OCC es un equipo de fútbol de Francia que juega en el Championnat National 3, la quinta división nacional.

## Historia
Fue fundado en el año 1963 en la ciudad de Avoine, Indre-et-Loire con el nombre USE Avoine-Beaumont como la sección de Fútbol del Union Sportive Électrique d'Avoine et Beaumont. Fue hasta 1997 que consigue salir de las divisiones regionales luego de obtener el ascenso al desaparecido CFA 2 donde solo duró una temporada y en 2010 cambia su nombre por el de Union Sportive Électrique Avoine.
En 2012 regresa a la quinta división nacional para volver a descender tras una temporada. aunque regresaría en la siguiente temporada luego de fusionarse con el Football Avoine Club y el Union Sportive Chinon Cinais para crear al Avoine Olympique Chinon Cinais con el fin de unificar a las comunas, además de a creación de la sección de fútbol femenil..
Luego de seis temporadas en la quinta división, incluyendo la transición al actual Championnat National 3, es campeón del grupo C y consigue el ascenso al Championnat National 2 por primera vez en su historia.

## Palmarés
- Division d'Honneur Centre (2): 2012, 2014
- Coupe d'Indre-et-Loire (2): 2012, 2014
- Coupe Centre-Val de Loire (1): 2022
- Champion National 3 Centre Val de Loire (1): 2022-2023